# Ukrpošta
AT Ukrpošta (in ucraino АТ Укрпошта?) è un'azienda pubblica ucraina, interamente partecipata dal Ministero delle infrastrutture, attiva come operatore postale nazionale del paese. È membro dell'Unione postale universale.

## Storia
L'azienda nacque nel 1994 dalla riforma della Ukrtelekom per separare l'amministrazione del servizio postale dalle telecomunicazioni. Successivamente è stata riformata nel 1998, nel 1999 e nel 2017 su proposta del Gabinetto dei ministri.

## Loghi

1992-2009
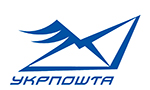
2009-2017
dal 2017